# Sidney Skolsky
Sidney Skolsky (2 de mayo de 1905 - 3 de mayo de 1983) fue un escritor y columnista estadounidense. Se ubicó junto con Hedda Hopper y Louella Parsons como los principales columnistas de chismes de Hollywood de las primeras tres décadas de la era del cine sonoro.
Proveniente de una familia judía, Skolsky estudió periodismo en la Universidad de Nueva York antes de convertirse en agente de prensa de Broadway para los empresarios teatrales Earl Carroll, Sam Harris y George White. Cuando se convirtió en columnista de chismes del New York Daily News en 1928, Skolsky, de 23 años, era el columnista de chismes de Broadway más joven que ejercía su oficio. También tenía una columna dominical, "Tintypes", perfiles de actores, directores y otro personal de producción y tipos creativos de Hollywood, que continuó publicándose durante 52 años, hasta un par de años antes de su muerte.family,